# Zehntscheuer (Darmstadt)
Die Zehntscheuer in der Messeler Straße 60, 62, 64 ist ein Bauwerk in Darmstadt-Arheilgen.

## Geschichte und Beschreibung
Die Zehntscheuer wurde in den Jahren 1692 und 1693 erbaut.
Das breitgelagerte, traufständige Scheunengebäude besteht aus rotem Rausteinmauerwerk mit einem biberschwanzgedeckten Krüppelwalmdach.
Unter Landgraf Ernst Ludwig wurde für die Parforcejagd das Jagdzeughaus am Jagdschloss Kranichstein errichtet.
Für den Betrieb der Stallanlagen am Jagdschloss, nämlich die Unterbringung von Pferden, Hunden und Jagdzubehör, wurde für das dort benötigte Stroh und Heu die Zehntscheuer errichtet.
Nach der Abschaffung der Parforcejagd, gegen Ende des 18. Jahrhunderts, wurde die Zehntscheuer lange Zeit als Holzmagazin genutzt.

## Denkmalschutz
Die Zehntscheuer ist aus architektonischen und stadtgeschichtlichen Gründen ein Kulturdenkmal.